# Derrick Rose
Derrick Martell Rose (n. 4 octombrie 1988, Chicago, Illinois, SUA) este un jucător american profesionist de baschet, ce a activat la Chicago Bulls, fiind transferat de echipa New York Knicks în vara anului 2016, acesta urmând să joace la clubul de baschet în campionatul american de baschet (NBA).
Născut în Chicago, Rose a învățat jocul de baschet de la cei trei frați mai mari. În liceu, el a câștigat două campionate regionale și a fost cotat de către agenții de recrutări ca fiind cea mai bună alegere din SUA pentru postul de atacant. Rose a jucat pentru universitatea din Memphis și a ajuns în campionatul național de atletism universitar în 2008. La scurt timp după aceasta, Rose a participat la loteria debutanților în NBA în 2008 și a fost ales de către Chicago Bulls ca debutantul cotat primul ca valoare. În primul său sezon de baschet profesionist, Rose a fost votat debutantul anului și a fost selectat în echipa debutanților. În sezonul următor a fost selectat în echipa starurilor pentru prima dată în cariera sa. Rose a fost de asemenea selectat ca titular în echipa SUA la campionatul mondial de baschet din 2010.